# Vittoriosa
Vittoriosa (in maltese Il-Birgu) è una piccola città sull'isola di Malta e che fa parte delle Tre Città insieme a Senglea e Cospicua.

## Geografia
Vittoriosa si trova sulla sponda meridionale del Porto Grande e sorge su una penisola che parte vicino Cospicua e culmina con l'imponente Forte Sant'Angelo.

## Storia
La città venne fondata all'interno del Porto Grande intorno al Forte Sant'Angelo e servì Malta come porto principale. Nel 1530 con l'arrivo dei Cavalieri Ospitalieri divenne capitale dell'isola al posto di Mdina, che era nell'entroterra e non soddisfaceva i loro requisiti.
Dopo il saccheggio di Malta nel 1565 molti aiuti arrivarono ai Cavalieri dal resto dell'Europa, permettendo così al Gran Maestro Jean de la Valette di costruire una nuova città fortificata sul Monte Sciberras, la penisola di fronte a Birgu da cui i Turchi avevano bombardato la città. La nuova capitale venne chiamata La Valletta dal nome del Gran Maestro, mentre Birgu ebbe il titolo di Città Vittoriosa e gli abitanti presero il nome di vittoriosani.
Dopo la presa di Malta da parte di Napoleone Bonaparte nel 1798 e la sua successiva cacciata ad opera degli inglesi, la Royal Navy fece di Vittoriosa la sua base nel Mar Mediterraneo fino al 1979.
Durante la seconda guerra mondiale Vittoriosa fu duramente bombardata dall'aviazione dell'Asse, a causa della presenza dei cantieri navali di Malta. Parte dell'abitato fu gravemente danneggiato e alcuni monumenti, come la Torre dell'Orologio e l'Auberge d'Allemagne andarono distrutti.

## Monumenti e luoghi d'interesse

### Architetture civili
- Auberge d'Angleterre
- Palazzo dell'Inquisizione

### Architetture militari
- Forte Sant'Angelo

### Architetture religiose
- Chiesa di San Lorenzo
- Chiesa dell'Annunciazione
- Monastero di Santa Scolastica